# Aku Pellinen
Aku Pellinen (Tampere, 17 mei 1993) is een Fins autocoureur.

## Carrière
Pellinen begon zijn autosportcarrière in 2008 in het karting. In 2009 maakte hij de overstap naar de V1600 Cup Finland, waarin hij in 2010 kampioen werd met negen overwinningen uit tien races. In 2011 stapte hij over naar de Trofeo Abarth 500 Europe, waarin hij in 2012 ook kampioen werd voor het team AKU Motorsport met zes overwinningen. In 2013 maakte hij zijn debuut in het formuleracing voor het team GSK in de Formule Abarth in het eerste raceweekend op het Autodromo Vallelunga. Daarnaast eindigde hij als derde in de SEAT Ibiza Cup.
In 2014 maakte Pellinen de overstap naar de European Touring Car Cup, waarin hij in de Single-makes Trophy voor het team Aku Motorsport Team Niinivirta in een Seat León Supercopa uitkwam. Hij won vier races op het Circuit Paul Ricard en de Salzburgring en werd zo derde in de eindstand met 60 punten. Ook reed hij in het raceweekend op het Autodromo Nazionale Monza in de Seat Leon Eurocup als gastrijder, maar viel in beide races uit.
In 2015 reed Pellinen in de Italiaanse Porsche Carrera Cup voor LEM Racing en werd zevende in de eindstand met 55 punten. Daarnaast kwam hij voor LEM uit in de raceweekenden op de Red Bull Ring en Monza in de Porsche Supercup als gastcoureur, waarbij een twintigste plaats in zijn eerste race zijn beste resultaat was.
In 2016 stapt Pellinen over naar de TCR International Series, waarin hij voor het team WestCoast Racing uitkomt in een Honda Civic TCR.